# Constantyn Francken
Pour les articles homonymes, voir Franken (homonymie).
Constantyn ou Constantin Francken est un peintre flamand né le 5 avril 1661 à Anvers et mort dans cette même ville le 12 janvier 1717. Issu d'une famille de peintres, petit-fils de Frans Francken II, il peignit des portraits, des paysages, des vues de villes et des scènes militaires.

## Biographie
Venu à Paris très jeune, il y passe une quinzaine d'années au cours desquelles il peint des tableaux de batailles au Louvre et à Versailles. De retour à Anvers, il est reçu maître de la guilde de Saint-Luc de la ville en 1695, dont il devient doyen l'année suivante.

## Œuvre
Son œuvre la plus connue est la Bataille d'Eckeren, dans la grande salle de l'hôtel de ville d'Anvers.

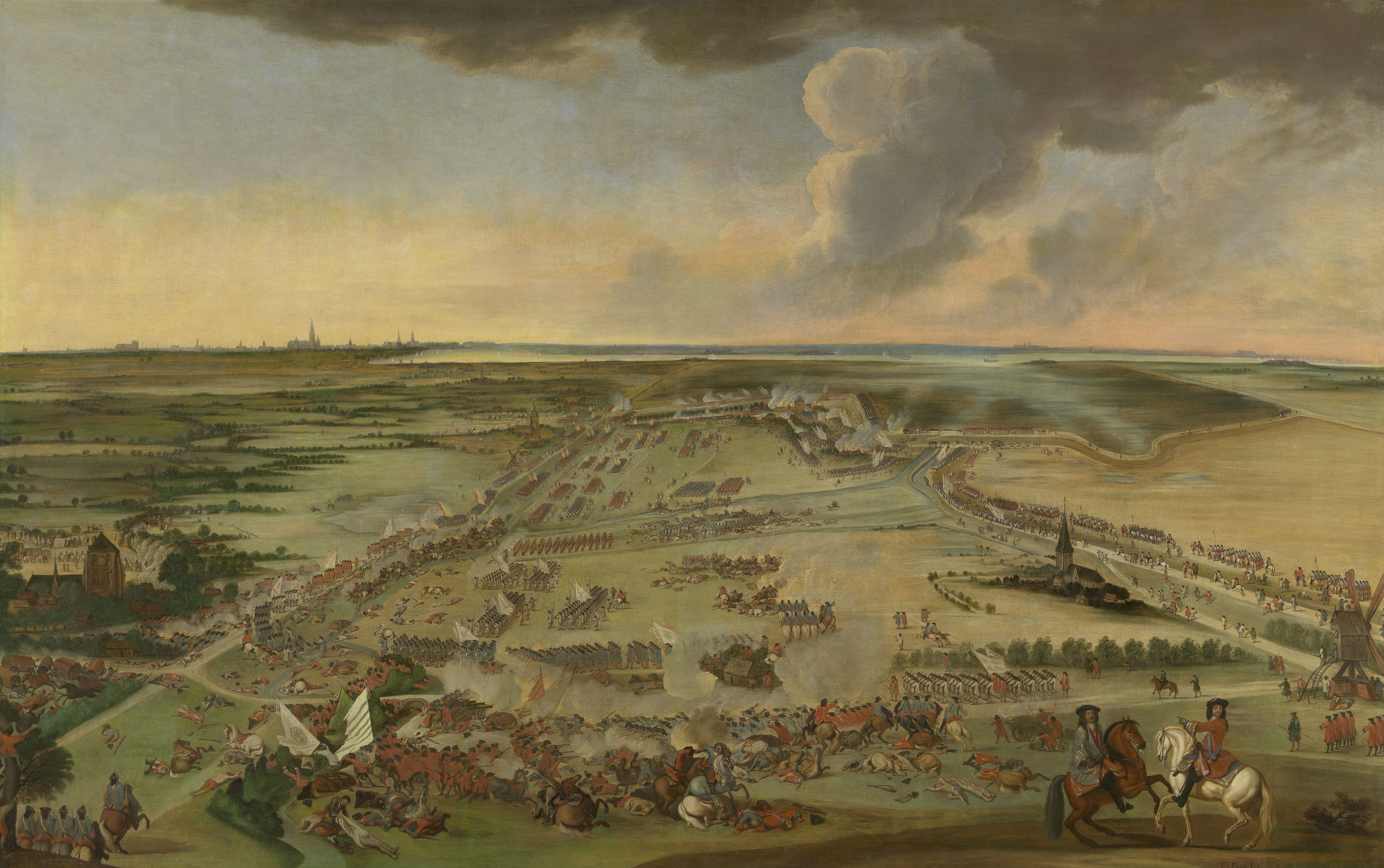
Bataille d'Eckeren'